# Hate Is Just a Four Letter Word
Hate Is Just a Four Letter Word (Haat is gewoon een vierletterwoord) is de elfde aflevering van het vijfde seizoen van het tienerdrama Beverly Hills, 90210, die voor het eerst werd uitgezonden op 16 november 1994.

## Verhaal
De zwarte studentenvakbond van de universiteit wil Roland Turner uitnodigen voor een toespraak op een bijeenkomst. Op zich geen probleem alleen deze Roland staat bekend om zijn antisemitische uitspraken, en de joodse vereniging voert hier heftige protesten tegen. Als studentenleider heeft Brandon hier een dilemma, want hij moet hier een oplossing voor vinden. De zwarte studentenvakbond vindt dat ze een vrije meningsuiting hebben en willen hier mee doorgaan. De joodse vereniging echter vindt dit discriminatie en eist dat Brandon dit tegenhoudt. De strijd wordt steeds heviger en Andrea, als joodse, mengt zich ook in de strijd en krijgt ruzie met Brandon omdat zij vindt dat hij geen ruggengraat heeft. Jesse waarschuwt Andrea dat ze haar oogkleppen af moet doen en luisteren naar andermans meningen. David is ook joods maar is daar niet echt actief in, Andrea waarschuwt hem als hij zo nonchalant blijft dat dit tegen hem kan keren. Tot overmaat van ramp schildert iemand hakenkruisen op de gebouwen van de joodse vereniging. De escalatie kan net worden voorkomen en als de avond aanbreekt dat Roland gaat spreken houdt de joodse vereniging een stil protest voor het gebouw. De oma van Andrea wil naar binnen om te horen wat Roland te melden heeft en kijken of het echt zo erg is. De voorzitster van de zwarte vakbond nodigt de oma uit om met haar samen naar binnen te gaan.
Deze problemen hebben ook invloed op Kelly, want het blad Seventeen zou foto’s gaan maken van Kelly op het universiteitsterrein maar dat kan dus niet doorgaan omdat er protestmarsen zijn.
Dylan voelt zich steeds beter, zijn moeder blijft de hele tijd bij zijn zijde. Dylan wil nog geen bezoek ontvangen mede om zijn schaamte. Als Valerie wat kleren haalt bij Dylans huis dan belt er iemand aan, het is de drugsdealer. Valerie kent hem niet dus zij vertelt aan hem dat Dylan in het ziekenhuis ligt. Hij zoekt Dylan op in het ziekenhuis en waarschuwt Dylan om hem niet aan te geven bij de politie.
Ray is bijna jarig en Donna wil een surpriseparty geven met de vrienden. Als het zover is dan melden de vrienden een voor een af zodat Ray en Donna alleen overblijven. Dit tot vreugde van Ray omdat hij liever alleen met Donna is.

## Rolverdeling
- Jason Priestley - Brandon Walsh
- Jennie Garth - Kelly Taylor
- Ian Ziering - Steve Sanders
- Gabrielle Carteris - Andrea Zuckerman
- Luke Perry - Dylan McKay
- Brian Austin Green - David Silver
- Tori Spelling - Donna Martin
- Tiffani Thiessen - Valerie Malone
- Carol Potter - Cindy Walsh
- James Eckhouse - Jim Walsh
- Mark D. Espinoza - Jesse Vasquez
- Kathleen Robertson - Clare Arnold
- Stephanie Beacham - Iris McKay
- Jamie Walters - Ray Pruit
- Ryan Thomas Brown - Morton Muntz
- Cress Williams - D'Shawn Hardell
- Jed Allan - Rush Sanders
- Gregg Daniel - Decaan Whitmore
- F.J. Rio - Alex Diaz
- Bess Meisler - Rose Zuckerman
- Natalie Venetia Belcon - Janice Williams
- Frantz Turner - Roland Turner
- Jon Gries - Drugs dealer